# Ville d'Anaunia
Ville d'Anaunia è un comune italiano di 4 662 abitanti della provincia autonoma di Trento in Trentino-Alto Adige.
È un comune italiano sparso istituito il 1º gennaio 2016 in seguito alla fusione degli ex comuni di Nanno, Tassullo e Tuenno, che ne costituisce il capoluogo.

## Geografia fisica
Nel territorio del comune si trova la Val di Tovel e il lago di Tovel.

## Origini del nome
Il nome prende ispirazione dalla denominazione ottocentesca della zona di Nanno, Tassullo e Tuenno, che veniva chiamata Ville e faceva capo alla Pieve di Tassullo.

## Storia

### Simboli
Lo stemma è stato approvato con deliberazione del consiglio comunale n. 13 del 6 marzo 2023 ed è così descritto:
In A – di rosso, un castello altomedievale d’argento costituito da una torre con balcone sporgente circondata da una palizzata, la torre finestrata di tre di ferro poste uno e due in aderenza al balcone;
In B – di azzurro, la "Torre Valeria" in tonalità d'argento in base alla geometria, di colori più tenui a destra e più scuri a sinistra, finestrata di tre di ferro poste due e uno e bertesca d'argento brillante fra le due, posta sulla centrale e maggiore di tre cime di verde chiaro poste in ombilico, accompagnata in capo da cinque stelle (6) d'oro disposte ad arco, delle quali una centrale e quattro laterali, due meli di verde chiaro con tronco al naturale, fruttati di rosso (5), posti sui due monti laterali.
In C – di bianco caricato da tre piante di abete (7 punte) di verde scuro con tronchi al naturale, non fruttati, nodriti su di un prato verde scuro posto in ombilico con andamento superiore piatto. Alla base di ogni albero è presente un cippo in pietra. È presente una stella (5) in capo di color topazio.
Corona – Murale di Comune d’oro a 16 merli ghibellini, di cui 9 visibili.
Ornamenti – a destra una fronda d’alloro d’oro fogliata e fruttifera d’oro, a sinistra una fronda di quercia d’oro fogliata e ghiandifera d’oro, legate da un nodo di rosso.»
(Verbale di deliberazione del Consiglio Comunale n. 13 dd. 06/03/2023)
Lo stemma nel suo insieme rappresenta l'unione dei tre ex comuni in un'unica entità amministrativa, riunendo attraverso l'interzatura in pergola rovesciata gli stemmi dei tre
comuni originari.
Gonfalone

## Monumenti e luoghi d'interesse

### Architetture religiose
- Chiesa di Sant'Orsola e Compagne, parrocchiale nella frazione di Tuenno
- Chiesa di Sant'Antonio Abate, parrocchiale nella frazione di Rallo
- Chiesa di San Biagio, parrocchiale nella frazione di Nanno
- Chiesa di Santa Maria Assunta, parrocchiale nella frazione di Tassullo
- Chiesa di Santa Emerenziana, sussidiaria nella frazione di Tuenno
- Chiesa dei Santi Fabiano e Sebastiano, sussidiaria nella frazione di Nanno
- Chiesa di San Tommaso Apostolo, sussidiaria nella frazione di Portolo
- Chiesa dell'Immacolata e di San Zenone, sussidiaria nella frazione di Sanzenone

### Castelli
- Castel Nanno
- Castel Valer

## Società

### Evoluzione demografica
Abitanti censiti

## Amministrazione
| Periodo           | Periodo           | Primo cittadino     | Partito                                                     | Carica                  | Note  |
| ----------------- | ----------------- | ------------------- | ----------------------------------------------------------- | ----------------------- | ----- |
| 1º gennaio 2016   | 22 maggio 2016    | Guido Ghirardini    |                                                             | Commissario prefettizio | [ 7 ] |
| 23 maggio 2016    | 20 settembre 2020 | Francesco Facinelli | Lista civica Costruiamo il nostro futuro                    | Sindaco                 |       |
| 21 settembre 2020 | 17 maggio 2025    | Samuel Valentini    | Lista civica Obiettivo sviluppo                             | Sindaco                 |       |
| 18 maggio 2025    | in carica         | Fausto Pallaver     | Liste civiche Insieme siamo Valle d'Anaunia, Idee in Comune | Sindaco                 |       |